# Будзинь (Опольський повіт)
Будзинь (пол. Budzyń) — село в Польщі, у гміні Ходель Опольського повіту Люблінського воєводства.
Населення — 103 особи (2011).

## Демографія
Демографічна структура станом на 31 березня 2011 року:
|          | Загалом | Допрацездатний вік | Працездатний вік | Постпрацездатний вік |
| -------- | ------- | ------------------ | ---------------- | -------------------- |
| Чоловіки | 57      | 16                 | 36               | 5                    |
| Жінки    | 46      | 11                 | 21               | 14                   |
| Разом    | 103     | 27                 | 57               | 19                   |